# Međunarodno kumstvo djetetu Herceg-Bosne

## Povijest
Udruga „Međunarodno kumstvo djetetu Herceg-Bosne“ je udruga građana osnovana na inicijativu fra Joze Zovka u prosincu 1992. u Širokom Brijegu. Udruga je osnovana u jeku ratnih stradanja u Bosni i Hercegovini s ciljem pružanja materijalne i duhovne potpore djeci koja su u ratu izgubila jednog ili oba roditelja. Sa željom pomoći i drugoj djeci i njihovim obiteljima potrebnim kršćanskog milosrđa u programe Udruge su uključena i djeca bez jednog ili oba roditelja, djeca s poteškoćama u tjelesnom i/ili psihičkom razvoju, te djeca iz mnogočlanih socijalno ugroženih obitelji.
Udruga je upisana u Registar udruga Federalnog ministarstva pravosuđa Federacije Bosne i Hercegovine 1998.
U Republici Hrvatskoj je Predstavništvo udruge „Međunarodno kumstvo djetetu Herceg-Bosne“ registrirano pri Središnjem državnom uredu za upravu, sa sjedištem na otoku Badiji.
Osnovni moto i vodilja svih aktivnosti Udruge su Isusove riječi:“Što god učinite jednome od ovih najmanjih, meni ste učinili.“ Mt.25,45
Utemeljitelj udruge fra Jozo Zovko je od samoga početka njezinoga rada isticao potrebu duhovne pomoći obiteljima obilježenim križem bolesti, gubitkom roditelja i siromaštvom. S tim ciljem organizirani su molitveni susreti kumova i njihove kumčadi u Međugorju i na Širokom Brijegu, te programi duhovne obnove na otocima Lopudu i Jakljanu. Mnogobrojni članovi Udruge su uključeni i u Molitveno pobratimstvo „Pohođenje“, molitvenu zajednicu koju je također utemeljio i kao duhovnik vodio fra Jozo Zovko.
U programe Udruge je do sada bilo uključeno preko 5 000 djece iz svih krajeva Bosne i Hercegovine.
Udruga danas djeluje kroz sljedeće programe:
- program kumstva;
- program Zavoda Svete obitelji;
- program Doma Marija Naša Nada.

Kumovi djece uključene u program kumstva, kao i dobročinitelji koji svojom ljubavlju omogućavaju rad Udruge su uglavnom međugorski hodočasnici i štovatelji Kraljice Mira iz cijeloga svijeta.
Pod majčinskim okriljem Kraljice Mira svojim je radom i programima udruga „Međunarodno kumstvo djetetu Herceg-Bosne“ postala jedna velika obitelj u kojoj su mirom i blagoslovom podjednako ispunjena srca svih njezinih članova, i onih koji primaju i onih koji daruju.

### O programu kumstva
Program kumstva je program kojim je udruga „Međunarodno kumstvo djetetu Herceg-Bosne“ započela svoj rad. 
Program kumstva funkcionira uz pomoć koordinatora iz 10 zemalja svijeta: Australije, Austrije, Francuske, Italije, Irske, Kanade, Koreje, Njemačke, Velike Britanije i USA.
Svi koordinatori Udruge koji su i sami štovatelji Kraljice Mira, u svojim su zemljama osnovali neprofitne organizacije koje posluju u skladu s propisima njihove zemlje. Oni podatke o djetetu potrebnom pomoći dobiju iz ureda Udruge te ih daju ljudima koji žele postati kumovi. 
Kumovi se obvezuju financijski pomagati dijete sve do osamnaeste godine. Često kumovi nastavljaju pomagati svoju kumčad i do završetka visokoškolskog obrazovanja.
Posebno je značajna duhovna dimenzija kumstva kojom dijete i njegova obitelj dobivaju ljubav i podršku nepoznatog čovjeka s drugog kraja svijeta potaknutog na ovaj čin kršćanskog milosrđa jedino željom ljubiti Isusa u najmanjem i najpotrebnijem. Stoga se od početka rada ovoga programa inzistiralo na uspostavljanju osobnog kontakta kuma i kumčeta.
Kroz sve ove godine svjedoci smo prekrasnih dojmova i svjedočanstava kumova, kumčadi i njihovih obitelji o zajedničkom rastu u vjeri i ljubavi.
Preko ureda Udruge organiziraju se pojedinačni i grupni susreti djece i kumova. Program grupnih susreta osim upoznavanja i druženja djece, kumova i njihovih obitelji uključuje zajedničku molitvu, slavljenje Svete mise u znak zahvale Gospodinu i Majci na daru ljubavi i prijateljstvu.
Razmišljajući o Udruzi Goran Crnjac, dijete poginulog branitelja, koji danas već ima svoju obitelj, u svom pismu od 31. siječnja 2009. je napisao:
Moj prvi kontakt s vašom Udrugom se dogodio u najtežim trenucima kroz koje smo prolazili ja i moja obitelj nedugo nakon pogibije moga oca Radoslava. Fra Jozo, kojeg sam imao čast i prigodu upoznati, tih turobnih vremena rata i poraća je predvodio nama znane i neznane Šimune Cirence koji su nama, tada još nejakima, pomagali nositi križeve svakodnevice u odrastanju bez svojih najmilijih. Svi oni su nam svojim osobnim primjerom pokazali i dali poticaj da jednog dana i mi sami pomažemo nemoćne, nahranimo gladne, tješimo ožalošćene.
Kumstva za djecu poginulih branitelja i civilnih žrtava rata
Upravo je želja da se pomogne djeci koja su u ratu ostala bez jednoga ili oba roditelja potaknula osnivanje udruge „Međunarodno kumstvo djetetu Herceg-Bosne“. 
U ured Udruge je svakodnevno stizalo stotine zamolbi za pomoć. Da bi se mogla organizirati bilo kakva pomoć iz inozemstva, bile su potrebne fotografije i osnovni podaci o djeci čiji su očevi bili ubijeni u ratnim sukobima. Od 1993. do 1997. kroz program kumstva su se samo za njih tražili kumovi.Većina djece iz ovoga programa ima realizirana kumstva. Nova se kumstva traže samo za malodobnu djecu koju njihovi dosadašnji kumovi nisu u mogućnosti više pomagati.
Kumstva za djecu iz socijalno ugroženih obitelji
Tijekom dugogodišnjeg rada Udruge program kumstva je prilagođavan i proširivan u skladu s potrebama. Teška socijalna i ekonomska situacija u ratom porušenoj Bosni i Hercegovini dovela je mnoge potrebne pomoći na naša vrata. 
Stoga se od 1997. u program kumstva počinju uključivati i djeca bez roditelja čija smrt nije direktna posljedica rata, ali žive u teškim socijalnim uvjetima.
Od 2000. u program kumstva se uključuju i djeca iz višečlanih socijalno ugroženih obitelji, te djeca s poteškoćama u tjelesnom ili psihičkom razvoju.

### Zavod Svete Obitelji
Zavod Svete obitelji je ustanova za smještaj, odgoj i obrazovanje djevojaka bez odgovarajuće roditeljske skrbi i djevojaka iz socijalno ugroženih obitelji. Kroz programe duhovne obnove na Jakljanu fra Jozo je uočio potrebu postojanja jedne ustanove za djevojke koje su dobre učenice, ali zbog različitih objektivnih poteškoća nemaju mogućnost nastaviti svoje srednjoškolsko i visokoškolsko obrazovanje.
Zavod je izgrađen u novom širokobriješkom naselju Puringaj, na zemljištu koje je za tu namjenu dodijelila općina Široki Brijeg. Gradnja objekta je započela u jesen 1997., a Zavod je otvorio vrata svojim prvim štićenicama u listopadu 2000. Zavod je izgrađen zahvaljujući novčanim i materijalnim donacijama prijatelja i dobročinitelja Udruge.
Štićenice Zavoda dolaze iz svih krajeva Bosne i Hercegovine. One pohađaju srednje škole ili studiraju u Širokom Brijegu ili Mostaru.
Život u Zavodu je organiziran u kršćanskom duhu i u skladu s kršćanskim odgojem i moralnim načelima. Uz svoje redovite obveze vezane za školu ili studij, djevojke sudjeluju u različitim slobodnim aktivnostima u Zavodu: zboru, liturgijskoj, dramskoj, novinarskoj i kulinarskoj sekciji, te u radu likovne radionice.
Od djevojaka se zahtijeva pridržavanje pravila ponašanja, koja su određena Pravilnikom Zavoda, i kojim je točno propisano vrijeme molitve, vrijeme učenja, vrijeme rekreacije i slobodnih aktivnosti. U Pravilnik su također ugrađene odgovornosti i obveze djevojaka u svakodnevnom životu Zavoda kao na primjer: pomaganje u kuhinji, blagovaonici, održavanje čistoće i sl.
Srce Zavoda je kapelica u kojoj se djevojke okupljaju svakodnevno na zajedničku molitvu. Nedjeljnu Svetu misu djevojke animiraju svojim pjevanjem, pripremaju misna čitanja i molitvu vjernika. U njihove molitve su uključeni svi dobročinitelji, na čelu s fra Jozom kao idejnim tvorcem, graditeljem i duhovnim ocem Zavoda. Uz to za svaki blagdan, a posebno u Adventu, korizmi i pred blagdan sv. Josipa imaju posebnu duhovnu pripravu.
Godišnji program rada Zavoda uključuje i niz izleta, sudjelovanje u kulturnim manifestacijama, sudjelovanje u drugim programima Udruge itd.
Svake godine u Adventu štićenice pozivaju svoje sugrađane, profesore i prijatelje na Božićnu priredbu, koja se od 2007. održava u višenamjenskoj dvorani Zavoda, a svoju gostoljubivost iskazuju i na blagdan sv. Josipa, zaštitnika kuće.

### Centar Marija Naša Nada
Početak rada doma za djecu s poteškoćama u tjelesnom ili psihičkom razvoju „Marija Naša Nada“ potaknuo je i uključivanje bolesne djece i djece s poteškoćama u tjelesnom ili psihičkom razvoju u program kumstva.
Teška ekonomska i socijalna situacija u Bosni i Hercegovini se odrazila i na sustav zdravstvene zaštite. Javne medicinske ustanove i bolnice godinama nisu obnavljane, oprema je zastarjela, a medicinsko osoblje se svakodnevno suočava s nestašicama osnovnog potrošnog materijala. Istovremeno se otvaraju privatne ambulante i poliklinike, gdje se sve usluge plaćaju. 
Takva je situacija u posebno težak položaj dovela roditelje djece s poteškoćama u tjelesnom ili psihičkom razvoju, kao i one čija djeca boluju od kroničnih, neizlječivih bolesti. 
Sustavom zdravstvene zaštite pokriven je tek manji dio potreba ovih malih pacijenata koje uključuju stalnu njegu, terapije, lijekove, pomagala, sredstva za osobnu higijenu.
Većina roditelja u svakodnevnoj borbi za kruh svagdanji nije u mogućnosti osigurati svojoj bolesnoj djeci sve potrebno, te smo kao odgovor na njihove zamolbe za pomoć i njih uključili u program kumstva.
Pomoći jednom ovakvom djetetu doista znači pomoći cijeloj obitelji nositi teški križ bolesti i prihvatiti s ljubavlju bolesno dijete.

### Molitveno pobratimstvo 'Pohođenje'
Molitveno pobratimstvo Pohođenje Blažene Djevice Marije Elizabeti je molitvena zajednica koju je na sami blagdan Pohođenja 31. svibnja 1993. na Širokom Brijegu osnovao fra Jozo Zovko. To se dogodilo u vrijeme teških ratnih razaranja i zračnih napada, prigodom fra Jozinog susreta s grupom hodočasnika iz Amerike. Na njihov upit: „Što možemo učiniti za vas?“, fra Jozo je odgovorio: Molite za nas!
Istoga dana se iskristalizirala ideja i struktura nove molitvene zajednice. Naime, odlučili smo da svatko uzme ili dobije partnera u molitvi i tako se povežemo kao obitelj. Da tako svakodnevnom molitvom Ružarja pohodimo svoga pobratima u molitvi. Odabrali smo voditelja i animatora cijelog pokreta. Na početku je to bila gđa Zdravka Pavičić, zatim Milka Misir, Sanijela Matković, Milka Miličević a danas je koordinatorica Željka Galić.
Nakon Širokog Brijega zajednica Pobratimstva je osnovana u USA, gdje su koordinatori zajednice bili supružnici Dan i Peg Fennel, a ubrzo se pokret proširio na sve kontinente. Danas postoje deseci podružnica Molitvenog pobratimstva „Pohođenje“ u 26 zemalja svijeta koje okupljaju 10 000 članova.

## Franjevački Samostan Badija
Franjevački samostan Uznesenja Marijina smješten je na otoku Badiji kod Korčule. Kompleks se sastoji od samostanskog dijela, crkve Gospe Milosrdne s klaustrom i kapelicom Svetoga križa. Otok je 1394.  plemićko vijeće Korčule darovalo vikarijatu  franjevaca iz Bosne. Samostan koji su izgradili postao je vjerski, kulturni i obrazovni centar. Nakon II. Svjetskog rata vlasti zatvaraju školu, a 1952. donose odluku o eksproprijaciji. Sakralni objekti se zapuštaju, a stambeni prostori se koriste za razne namjene. 
Hrvatska Vlada je 2003. vratila otok vlasnicima, Franjevačkoj provinciji sv. Jeronima iz Zadra. Ugovorom od 23. 08. 2005. Provincija sv. Jeronima dala je samostan i otok Badiju u najam na 99 godina Hercegovačkoj franjevačkoj provinciji.
Želja svih franjevaca je obnoviti Badiju i učiniti je opet centrom kulture i duhovnosti, ne zanemarujući ni potrebe turista koji posjećuju otok. S tim ciljem osnovana je Udruga za obnovu i očuvanje kulturno povijesne baštine otoka Badija. 
U proteklom razdoblju rađena su arheološka istraživanja, konzervatorski elaborati i projekti za obnovu samostana. Krov je promijenjen, a uskoro počinju radovi unutar zgrade samostana. Uz obnovu građevina potrebno je raditi na očuvanju i uređenju prirodnih ljepota otoka.
Obnova i revitalizacije Badije nema samo veliko značenje za franjevce koji su izgradili ovaj veličanstveni kompleks. Povijest Badije, ljepota njezinih građevina i prirode koja ih okružuje uz buduće duhovno-rekreativne programe učinit će Badiju jedinstvenim kulturnim, duhovnim i turističkim središtem.

### O Badiji

#### I.          Lokacija
Samostanski kompleks je smješten na otoku Badija, općina Korčula, županija Dubrovačko –neretvanska, Republika Hrvatska. Badija je mali otok smješten u istočnom djelu pelješkog kanala, između otoka Korčule i poluotoka Pelješca u blizini grada Korčule. Badija je najveći i najljepši otok Korčulanskog arhipelaga i smješten je na oko jednu milju istočno i na dvadeset minuta plovidbe čamcem od grada Korčule. Površina mu je oko 1km2 i prekriven je gustom makijom i šumom borova, čempresa i maslina.

#### II.        Povijesni prikaz

##### Povijesni prikaz Korčulanske regije
Povijest ovih otoka je uvjetovana njihovim položajem, pošto su smješteni u kanalu kojim prolazi pomorski promet iz Dubrovnika u smjeru Splita na sjeveru. Ovo područje je bilo izloženo različitim isprepletenim kulturnim utjecajima kako onim s Apeninskog poluotoka, tako i onim s Balkana. Unatoč svojoj relativnoj izolaciji Badiju su nastanjivali Franjevci još od Srednjeg vijeka i njezin život je kroz stoljeća ovisio o gradu Korčuli.
Korčula je bila sjedište crkvene župe pod jurisdikcijom stonskog ili hvarskog biskupa. Napokon 1300. uspostavljena je samostalna biskupija i to je dalo poticaja izgradnji grada i pojačalo njegovu ulogu u različitim aspektima života na istočnom Jadranu. U tom kontekstu Badija se spominje prvi put, smještena na pola milje južno od grada Korčule, zaštićena istoimenim otokom.

##### Povijesni prikaz otoka Badije
Arheološka iskopavanja na Badiji potvrđuju da je otok bio nastanjen u neolitu i u rimsko doba dok se u arhivama spominje od kasnog srednjeg vijeka. Njegov stari naziv je bio Scogleum Sancti Petri ali nema traga izvornoj crkvi predromaničkog postanka. Povijesni naziv otoka sugerira da je pripadao benediktincima ali se trag tome ne nalazi u njihovim poznatim izvorima iako neke kronike spominju hospicij iz XII stoljeća. 
Od sredine XIV. stoljeća tu se nalazilo pustinjačko svetište Gospe od milosrđa pa se Badija i danas imenuje samo kao Otok. 1394. Plemićko vijeće Korčule darovalo je ovaj duhovni centar i sami otok vikarijatu  franjevaca iz Bosne, a već sljedeće godine u dubrovačkoj kustodiji se navodi da samostan pripada franjevačkom redu. Očito je služio kao centar za misionare, glavne nosioce kršćanstva na putu obraćanja poganske unutrašnjosti. Ne postoje materijalni dokazi o tom razdoblju na Badiji ali je 1392. ugledni graditelj Jean D'Antoinne iz Vienne na jugu Francuske koji je djelovao na Korčuli ostavio redovnicima značajnu količinu građevinskog materijala za gradnju samostana. Od tog vremena ovaj samostan je zauzeo vodeće mjesto među najmanje deset drugih franjevačkih samostana utemeljenih na obali od Splita  do  Dubrovnika do XV. stoljeća.

##### Povijest samostana i opis lokacije
Samostanski kompleks s njegovom velikom crkvom Gospe milosrđa, dormitorijem, kapitulom, klaustrom, refektorijem biva oblikovan koncem XV i početkom XVI stoljeća. Građen je u duhu renesanse i pod jasnim utjecajem graditelja iz Korčule. 
Sklad gotičko-renesansnog stila predstavlja izvrsno djelo korčulanskih graditelja i klesara i spada među najljepše u Dalmaciji. Unutra je samostan povezan sa refektorijem, a s istoka se u njega ulazilo iz kapitula smještenog u prizemlju krila koje je povezivalo glavnu zgradu s crkvom. Sa sjevera se klaustar naslanja na crkvu koja je pročeljem okrenuta zapadu gdje je bilo malo groblje. 
U gustom je rasporedu dvadesetak kamenih ploča datiranih od početka XV stoljeća iako je crkva posvećena tek 1533. Vjerojatno je prije postojala neka manja crkva, a danas postojeća sakralna zgrada je najveća u području nakon katedrale u gradu Korčuli.
To je jednostavna tipična franjevačka crkva s velikom lađom pravokutnog tlocrta i dubokom apsidom. Glavni prostor natkriva visoki bačvasti svod svinut u gotičkom luku, a prezbiterij križno rebrasta konstrukcija. Svod lađe je ojačan bočno pilastrima međusobno povezanim vodoravnim vijencem. Svjetlo ulazi kroz velike prozore s juga i istoka, te veliku rozetu sa zapada. Fasada na pročelju ima skladno komponirani portal s renesansnomdekoracijom. Iznad pravokutnog otvora ulaza je luneta sa skulpturom Gospe koja sjedi i u krilu drži Dijete, a sa strana su likovi svetog Franje i svetog Dominika.
Vodoravni vijenac odvaja gornju atiku u kojoj dva anđela nose vijenac s medaljonom ispunjenim velikim gotičkim slovima IHS. Svi su ostali ornamentalni motivi strože klasicističke stilistike izrađena mnogo vještije od figuralne skulpture. Skupa s prostranom nišom za škropionicu i okvirom raskošnerozete visoko na fasadi klesali su ih domaći majstori iz korčulanskih radionica slijedeći najsposobnije članove obiteljiAndrijića. Majstori istog kruga su kasnije unutar crkve izradili okvire svih vrataod kojih je najljepši onaj koji vodi u sakristiju. U gotičkom nacrtu lunetue ispunja slikovit reljef s prikazom Gospe sa Sinom između sv. Franje i sv. Nikole, i dva ,anđela sa strane. Sva je dekoracijag stilski suglasna okviru vrata koja vode u klaustar a datiraju iz kraja XV stoljeća. Sakristija u sjevernom a zvonik u južnom kutu lađe oblikovani su u iskustvu stila dubrovačko-korčulanske renesanse XVI stoljeća i franjevačke tradicije.
Crkva je bila bogato opremana od kraja XV stoljeća, jer arhivski dokumenti obavještavaju o zalaganju redovnika, donacijama Korčulana i djelovanju raznih umjetnika. Od crkvene dekoracije potpuno sačuvana je ostala samo ikona Bogorodice iz kasnog XIV stoljeća koja se čuva u katedrali u Korčuli. S kraja XVIstoljeća datiraju drvena korska sjedala rađena za visoku pregradu lađe od majstora Šimuna iz Cavtata. Rastavljena je radi restauracije zajedno s dva, kvalitetnije izvedena drvena oltara kasno renesansnog ili manirističkog stila koji su bili prislonjeni na bokovima prednjeg dijela lađe. Umjetnički je u njoj najatraktivniji je glavni oltar u obliku sačinjenom 1722. od majstora V. Montina iz Bassana a po modelu A. Tiralija iz Venecije po ugledu na glavni oltar venecijanske crkve San Giorgio Maggiorre. U visokom stilu baroka razvijena kompozicija četiri evanđelista koji drže zemaljsku kuglu i obogaćena s još dva lika svetaca na krilima oltara. Još značajniji primjer baroka u Dalmaciji je velika kapela sa sjeverne strane crkve izgrađena 1762. prema cjelovitom projektu velikog arhitekte G. Masari iz Venecije. Njezine monumentalne dimenzije čine da ona nadvisuje samu crkvu i potpuno je sačuvana slijepim mramornim oltarom na kojem se nalazio veliki drveni križ. Radi se o skulpturi Krista na križu s likovima Marije, Ivana i Magdalene koje je oblikovao gotički umjetnik J. Petrović 1456. a koje je bilo veoma važno za procesiju u čamcima oko otoka organizirano njemu u čast.
Kapela je jedno od značajnijih ostvarenja baroknog stila na istočnoj obali Jadrana i dokaz općeg značenja samostana na Badiji u sklopu razvoja franjevačke kulture. Vrlo bogata samostanska knjižnica, mnoštvo umjetnina i drugih predmeta povijesno-kulturnog sadržaja se sada nalaze u raznim samostanima franjevačke provincija sv. Jerolima i potvrđuju to značenje. U muzeju korčulanske katedrale je također izložen određeni broj predmeta koji svjedoče slojevitu prošlost Badije. Od XIX stoljeća Badija je bila obrazovno središte ne samo za redovnike već i za laike.  U isto vrijeme bila je važan vjerski centar šire regije pogotovo kada je 1865. utemeljena bratovština svetog Križa. No prije toga je samostan preživio burne povijesne trenutke. Bio je oštećen u brojnim napadima gusara koji su ga i zapalili 1571., a napadali u više navrata u vrijeme dominacije Venecije. 
Nakon pada Venecije 1777. u vrijeme Napoleona u samostan je smještena bolnica, zatim vojne blokade Engleza i Rusa koji su ga namjeravali pretvorili u lazaret. Konačno od druge decenije XIX stoljeća počeo je teći život pod vladavinom Austrije. Iako se broj redovnika znatno smanjio vršene su obimne preinake građevnog sklopa uz traženje načina njegovog daljnjeg održavanja u osami van gradskog predjela. Vezivanje školskih ustanova pridonijelo je znatnom povećanju stambenih zgrada na pročelju što se 1930. okončava podizanjem zasebne dvorane za kazališne priredbe i vježbalište s istočne strane. Povećava se i krilo pruženo od crkve ka sjeveru za đačke spavaonice, gospodarska postrojenja i stanovanje ljudi koji su tu radili na održavanju. Iza kompleksa samostana se nalazio uređeni vrt tipičan za ladanjske i samostanske vrtove južnog Jadrana u dimenzijama sukladnim veličini kompleksa.
Za vrijeme Drugog svjetskog rata i poslije njega u samostanu je smješteno sirotište, a kad su zatvorene školske ustanove s izlikom da se nalazi nasuprot novom vojnom brodogradilištu u Korčuli, politička uprava iz Zagreba je 1952. donijela odluku o eksproprijaciji. Na otoku je smještena vojarna za obuku mornarice, potom 1956. kazneno popravni dom za maloljetnike. Sakralne zgrade su posve zapuštene uključujući i crkvicu sv. Katarine iz XV stoljeća na istočnom vrhu otoka. 
Čitava je Badija nekoliko godina kasnije predana na upravljanje općini Korčula koja ju je ugovorom na 30 godina prepustila Savezu za tjelesni odgoj i rekreaciju Jugoslavije. U novim je okolnostima izvršeno unutrašnje preuređenje koje je dovelo do devastiranja povijesnog lika, napose refektorija u prizemlju pa i prostorija na katu zbog povećanja broja soba i poništenja reprezentativnog stubišta. Također je sav okoliš pretrpio veće promjene s oblikovanjem sportskih terena i javnih kupališta i uništenjem vrta.
Samostan Badija je rijetki primjer samostanske arhitekture iz XIV stoljeća i primjer izuzetne povijesne evolucije do XVIII stoljeća. Obnova tako velikih kulturnih tragova iz prošlosti bi omogućila njegovu ponovnu uporabu za društvene i humanitarne projekte što mu je i bila namjera od njegovog samog nastanka.

## Fra Jozo Zovko - Biografija
Fra Jozo Zovko je rođen 19. ožujka 1941 u Uzarićima, župa Široki Brijeg. Rođen je kao osmo od desetoro djece u obitelji Mate i Milke r. Gugić. Onovnu školu je završio na Širokom Brijegu. U sjemenište u Bolu na otoku Braču je ušao 1957. U novicijat u Franjevačkom samostanu na Humcu, Ljubuški ulazi 1962.  Teologiju je počeo studirati u Sarajevu 1963. Gdje je zaređen za svećenika u lipnju 1967. Poslije svećeničkog ređenja nastavlja studirati u Ljubljani. Sa studija iz Ljubljane dolazi u na službu u župu Konjic, zatim za kapelana u župu Čerin. 
Član je Pax-a, komisije pri vijeću biskupske konferencije Jugoslavije za izradu katekizama i vjeronaučnih priručnika. Voditelj je i ljetnih katehetskih škola, a za uspjehe svojih učenika na vjeronaučnim olimpijadama nagrađen je 1974. godine audijencijom kod Svetoga Oca.
Te iste godine odlazi na studije u Austriju gdje na sveučilištu u Gratzu upisuje postdiplomski studij religijske pedagogije. Unatoč ponudi da ostane na sveučilištu odlučuje se vratiti u domovinu i po povratku preuzima dužnosti župnika u župi Posušje. Iz Posušja je u jesen 1980. premješten za župnika u župi Međugorje.
Po dolasku u Međugorje osniva molitvenu zajednicu i radi na oživljavanju Trećeg reda u župi. U vrijeme prvog Gospinog ukazanja 24.06.1981. u Zagrebu gdje je držao duhovne vježbe za časne sestre. U početku je i sam skeptičan prema autentičnosti ukazanja te poziva narod na molitvu kako bi se izbjegla svaka zabluda i lakovjernost. Nakon što moleći Gospodin za znak doživi osobno iskustvo Gospine prisutnosti postaje jedan od najsnažnijih svjedoka i promicatelja Gospinih poruka.
Vlasti ubrzo započinju snažnu kampanju protiv njega optužujući ga za organizaciju neprijateljskog djelovanja protiv komunističkog režima koja kulminira njegovim uhićenjem 17. kolovoza 1981. Na montiranom sudskom procesu je osuđen na tri godine zatvora. Nakon žalbe na izrečenu presudu, Savezni sud u Beogradu odbacuje dijelove optužnice i izriče kaznu od godinu i pol dana zatvora.
Zatvorsku kaznu izdržava u zatvoru u Foči. Po izlasku iz zatvora 1983. raspoređen je na službu u župu Bukovica. Od 1985. do 1991. živi i radi kao župnik u Tihaljini.
1991. prelazi u Široki Brijeg gdje je bio gvardijan samostana od 1991 do 1994. U veljači 2009. Iz zdravstvenih razloga uzima anno sabatico. Tijekom istr godine je premješten najprije na otok Badiju ( Hrvatska) a zatim u Frohnleiten (Austrija)
Uz kateheze grupama hodočasnika s kojima se svakodnevno susreće posebno su značajni intenzivni seminari koje je vodio u Tihaljinizatim u Međugorju i Širokom Brijegu.
U vrijeme velikosrpske agresije na Hrvatsku i Bosnu i Hercegovinu 1991. i 1992. pohodi svjetske centre moći s pozivom da zaustave rat. U sklopu ove misije mira dva puta je govorio u Vijeću sigurnosti Ujedinjenih naroda i u Evropskom parlamentu u Strasbourg, te se susreo brojnim državnicima i političarima u Londonu, Washingtonu, New Yorku, Parizu, Bruxellesu i Rimu.
Osnivač je udruge "Međunarodno kumstvo djetetu Hrvatske" sa sjedištem u Zagrebu 1991., i "Međunarodno kumstvo djetetu Herceg- Bosne" 1992. sa sjedištem u Širokom Brijegu. Ove udruge su u svoje programe uključile preko 8000 djece koja su u ratu u Bosni i Hercegovini i u Hrvatskoj ostala bez jednoga ili oba roditelja. 
Za članove Udruge se od 1996 do 2005 organizirala duhovna obnova na otoku Jakljanu.
U sklopu programa rada Udruge u Širokom Brijegu je izgrađen Zavod Svete Obitelji kuća za smještaj, odgoj i obrazovanje djevojaka bez roditelja. Prve djevojke su primljene u Zavod u listopadu 2000.
Od 2001. u program kumstva se uključuju i djeca iz brojnih, socijalno ugroženih obitelji, te djeca s poteškoćama u razvoju.
Na njegov poticaj 1993. osnovan je molitveni pokret za mir - molitveno pobratimstvo "Pohođenje" koji danas ima preko 11000 članova.
Inicijator je izgradnje prve ustanove za skrb o djeci s poteškoćama u tjelesnom i/ili psihičkom razvoju Doma „Marija Naša Nada“ na području zapadnohercegovačke županije.
U ime hercegovačke franjevačke provincije zadužen je 2005. S udrugom „Međunarodno kumstvo djetetu Herceg-Bosne“ za obnovu Franjevačkog samostana Badija.
Duhovnik je brojnih udruga izraslih na međugorskim porukama: Crown of Thorns, Velika Britanija; Mir i Dobro, Italija itd…
Organizator je simpozija o širokobriješkim mučenicima 1993. na kojem su se prvi put okupili svjedoci stradanja franjevaca 1945. godine na Širokom Brijegu s ciljem otkrivanja prave istine o tim događajima.
U sklopu misijskih putovanja organiziranih na poziv vjernika i mjesnih crkvenih vlasti pohodio je gotovo cijeli svijet. Gospine poruke mira i ljubavi prenio je vjernicima u USA, Kanadi, Velikoj Britaniji, Irskoj, Novom Zelandu, Australiji, Singapuru, Indoneziji, Koreji, Italiji, Njemačkoj, Austriji, Francuskoj, Švicarskoj, Nizozemskoj, Španjolskoj, Meksiku, Hondurasu, Guatemali, Argentini, Brazilu, Boliviji, Paragvaju, Poljskoj, Čileu, Siriji i Libanonu.
Na poziv konferencije katoličkih biskupa Svete Zemlje sudjelovao je na Božić 1999. u Betlehemu na proslavi obilježavanja 2000 godina rođenja Isusa Krista.
Iz Betlehema je u ime Evropskog kontinenta uputio svijetu poruku mira.
U kolovozu 2002. Hodočasnici iz Poljske su fra Jozi predali povelju Ivana Pavla II kojom mu je Sveti Otac udijelio posebni apostolski blagoslov.
Fra Jozo danas živi i radi u franjevačkom samostanu Hercegovačke franjevačke provincije u Zagrebu.

## Vanjske poveznice
- Kumstvo.ba  Arhivirana inačica izvorne stranice od 25. rujna 2013. (Wayback Machine)
- Badija.com
- Međugorje info Zavod Sv. Obitelji[neaktivna poveznica]
- Marija Naša Nada[neaktivna poveznica]
- Bljesak.info [neaktivna poveznica]
- Božićnom priredbom obilježeno 20 godina rada Udruge ‘Međunarodno kumstvo djetetu Herceg-Bosne’
- Sm-art.ba Međunarodno kumstvo djetetu Herceg-Bosne Široki Brijeg[neaktivna poveznica]
- HKK Široki posjetio dom Marija Nasa Nada
- Zavod Svete Obitelji